# Distretto di Bhiwani
Il distretto di Bhiwani è un distretto dell'Haryana, in India, di 1 424 554 abitanti. È situato nella divisione di Hisar e il suo capoluogo è Bhiwani.